# 三河鉄道キ10形気動車
三河鉄道キ10形気動車（みかわてつどうキ10がたきどうしゃ）は、三河鉄道が新製したガソリンカー。

## 概要
1930年（昭和5年）12月に鉄道省が運行を開始した省営バス岡多線は、三河鉄道にとって大きな脅威となった。
当時、三河鉄道は1928年から自社でも岡崎駅前 - 大樹寺間で直営バスを運行しており、さらに同じ区間には1927年4月16日に岡崎電気軌道を合併したことで手中にした、自社の軌道線である岡崎市内線も存在、このため同一区間で3種の交通機関が競合するという事態となったのである。
そこで三河鉄道は多治見までの直通という点で優位性を持つ省営バスに対抗すべく、その運行開始前に自社で建設を進めていた鉄道線である岡崎線（三河岩脇 - 上挙母間）と、岡崎市内線の2つの異なった規格の路線を結合、岡崎駅前 - 挙母を直通する列車を運行開始し、省営バス運行開始後に予想される旅客の逸走を抑止することを計画した。
だが、当時の三河鉄道の鉄道線は架線電圧1,500Vの直流電化、軌道線は明治以来の架線電圧600Vの直流電化であり、軌間こそ同じ1,067mmであったものの、電化規格に互換性がなかった。そのため電車で直通運転を実施するには軌道線区間の架線電圧を直流1,500Vへ昇圧するか、あるいはその反対に鉄道線区間の架線電圧を直流600Vへ降圧するか、さもなくば双方の電圧に対応する複電圧車を用意するか、のいずれかの対応が必要であった。だが、当時2両の小型2軸ボギー車を除き在籍旅客車が全て木造2軸単車であった軌道線側の全線昇圧は、事実上全在籍車両の入れ替えを要するため合理的な方策とは言い難く、また鉄道線側の降圧は軌道線車両の昇圧工事よりは容易に実施可能であったものの車両性能の大幅低下をもたらすことになり、さらに変電所負担も増大することになるため、いずれの策も採り難い状況であった。しかも、軌道線側は脆弱な軌道条件かつ厳しい車両限界の制約が課される状況にもあったことから重装備の複電圧車の投入も困難であった。
そこで三河鉄道は鉄道線と軌道線の双方を直通可能な車両として、両線の電化方式に制約されず、さらに軌道線の荷重制限の範囲内での設計が比較的容易な小型軽量ガソリンカーの製造を決定、1934年（昭和9年）に日本車輌製造本店でキ10形（11 - 13）の3両が新製された。

## 車体
軌道線へ直通する必要から、車体長10,420 mm、車体幅2,286 mm、高さ3,745 mm の小柄な車体を備える。
車体は鋲接を主体とする半鋼製で、窓の上下にそれぞれウィンドウ・シルおよびウィンドウ・ヘッダーと呼ばれる補強帯を露出させた、設計当時としては一般的な構造となっている。
本形式はホーム高さの異なる鉄軌道線を直通する必要から、乗降扉の高さも2種を設定する必要があり、そのため両端に1段のステップを内蔵し、更にその下部に1段の折りたたみ式ステップを備えた軌道線用客用扉を設け、中央にそれらとは別に鉄道線の高いプラットホームに対応する客用扉を設けた、このクラスの小型車としては異例の3扉車として設計されている。そのため窓配置は1D(1)1(1)D2(1)D1（D：客用扉、(1)：戸袋窓、数字：窓数）で、側窓は上段上昇式（戸袋窓を除く）の2段窓となっている。
妻面はこのクラスの小型気動車の標準に従い、また機械式変速機の操作の必要性から運転台スペースを大きくとる必要もあったことから、妻面中央に柱を立てた2枚窓構成として、左側の1枚分の区画を運転台に割り当てている。なお、軌道法での規定に従い、妻面下部に救助網を設置しているのも本形式の特徴である。
小型車であったことから定員は着席24名、立席28名の合計52名に抑えられ、座席はロングシートで両端部に置かれた半室式の運転台の反対側にも座席が設けられている。

## 主要機器
機関としてアメリカ、ウォーケシャ社製6SRLガソリンエンジンを搭載する。
変速機は機械式で、逆転機は最終減速機と一体のギアボックスを2本の転動防止用リンクで台車のトランサム（横梁）と連結する、設計当時の日本車輌製造の標準設計に準じる。
台車は、動台車が軸距1,150mm+750mmとして心皿位置を動軸寄りにずらすことで動軸の荷重を増大させる偏心ボギー台車、従台車が軸距1,500mmの均等配置のボギー台車となっており、いずれも形鋼を組み立てた、これも日本車輌製造の標準設計に従う菱枠軸ばね式台車となっている。

## 運用
当初は計画通り岡崎駅前 - 挙母間を直通する運用に充当された。
だが、日中戦争の開戦後、それまで極めて低価格でガソリンが販売されていた日本の石油市場は次第に状況が悪化し始めた。特に、太平洋戦争勃発に伴う経済統制は石油市場に大打撃を与え、軍需物資であるガソリンの販売は軍用を除き厳しく規制されるようになった。このため、本形式は石油代用燃料使用装置（代燃炉）を取り付けることで運行が維持された。
その後、1941年に実施された三河鉄道の名古屋鉄道（名鉄）への吸収合併の際に改番が実施され、本形式はキハ150形（151 - 153）となったが、その後ほどなくエンジンを降ろして付随車化され、蒲郡線で使用された。
もっとも車籍上はキハ150形と気動車のままで戦後まで在籍しており、戦後1947年（昭和22年）に正式に電車用付随車化され、サ2280形（2281 - 2283）となり、渥美線に転属となった。
1954年（昭和29年）10月1日に渥美線が豊橋鉄道に譲渡されると、これらサ2280形3両も豊橋鉄道籍に編入され、そこでかつての運転台に直接制御器を搭載するなどの改造を実施して制御車化、ク2280形（2281 - 2283）へ再改番された。
同数の3両が存在したモ150形を片運転台とし、直接制御のMT編成を組んで運用された。
更に3両とも中央扉が埋められて片側2扉化されている。埋められた箇所には、他よりも若干狭い側窓2枚が新設された。
←三河田原　
モ151-ク2281
モ152-ク2282
モ153-ク2283
1962年（昭和37年）、2281と2282はモ1300形2両の入線に伴い、下記の通りとなった。
モ152-モ151
モ1301-ク2281
モ1302-ク2282
モ153-ク2283
モ1300形と組んだ2両については、連結面側に貫通路が新設されたほか、主回路変更に伴い床下に主抵抗器が新設されている。
その後、1966年モ1300形の間接制御化改造に伴い、これに合わせて2281・2282についてHLマスコンへの変更、主抵抗器の撤去、前面へのジャンパ栓およびエアホース新設、前照灯のシールドビーム2灯化、尾灯増設等が行われている。
一方、1967年（昭和42年）2283が廃車された。
残った2281・2282は1968年（昭和43年）にク2000形（2001・2002）に改番されたが、2001は1969年（昭和44年）、2002は1971年（昭和46年）にそれぞれ廃車されている。
2002の廃車体が高師検車区の倉庫兼作業場として使用されたが、検修庫建て替えに伴い2007年頃解体されている。